# Massiccio del Monte Cairo
Il massiccio del Monte Cairo  è un gruppo montuoso, indipendente da altre catene montuose vicine, che si estende tra la valle del Melfa a nord, la val di Comino ad est, e la valle del Liri a sud-ovest, con andamento da nord-ovest a nord-est.

## Cime
Le cime del massiccio sono:
- monte Cairo, 1.669 m.
- monte Obachelle, 1.476 m.
- pizzo di Prato Caselle, 1.364 m.
- monte la Silara, 1.338 m.
- monte le Catenelle, 1.320 m.
- monte Marro, 1.129 m.
- monte Cavallo, 935 m.
- monte Castrocielo, 732 m.

## Fiumi
- le Forme d'Aquino

## Comuni
I comuni interessati dal gruppo montuoso sono quelli di:
- Arpino
- Atina
- Belmonte Castello
- Casalvieri
- Casalattico
- Cassino
- Castrocielo
- Colle San Magno
- Roccasecca
- Piedimonte San Germano
- Terelle
- Villa Santa Lucia